# Андре Дайна
Андре Дайна (нім. André Daina, нар. 8 липня 1940, Буттес) — швейцарський футболіст, що грав на позиції нападника. Виступав, зокрема, за «Янг Бойз» та «Ксамакс», а також національну збірну Швейцарії. По завершенні ігрової кар'єри — футбольний арбітр. Арбітр ФІФА у 1976—1986 роках. Судив зокрема матчі Олімпійських ігор, чемпіонату світу та Європи, а також сумнозвісний фінал Кубка європейських чемпіонів 1985 року, під час якого загинуло 39 чоловік.

## Клубна кар'єра
У дорослому футболі дебютував 1960 року виступами за команду «Кантональ Невшатель», в якій провів два сезони у нижчих дивізіонах країни.
Згодом з 1962 по 1964 рік грав у складі команди «Янг Бойз», дебютувавши у найвищому дивізіоні країни, після чого грав за інший клуб елітного дивізіону «Серветт», з яким програв два фінали Кубка Швейцарії.
В подальшому Дайна грав у другому дивізіоні за «Ксамакс», провівши там за клуб з Невшателя наступні три сезони своєї ігрової кар'єри, після чого повернувся до вищого дивізіону, погравши за «Лозанну», а завершив ігрову кар'єру у команді «Івердон Спорт» з третього дивізіону, де протягом 1971—1972 років був граючим тренером.

## Виступи за збірну
13 січня 1963 року дебютував в офіційних матчах у складі національної збірної Швейцарії в товариській грі проти Марокко (0:1) в Касабланці. Загалом протягом кар'єри у національній команді, яка тривала 3 роки, провів у її формі 4 матчі.

## Суддівська кар'єра
По завершенні ігрової кар'єри Дайна став футбольним арбітром і з 1974 року став обслуговувати матчі Суперліги. Головним матчем на внутрішній арені для Андре стала гра фіналу Кубка Швейцарії, що пройшла 23 травня 1983 року на стадіоні Ванкдорф в Берні між «Грасгоппером» і «Серветтом». Основний час гри завершився внічию 1:1, а у додатковий команди забили ще по голу, так і не визначивши переможця, через що був призначений матч-перегравання, який обслуговував вже інший арбітр.
З 1976 року Дайна став судити міжнародні ігри і першим великим турніром для швейцарця став молодіжний чемпіонат світу 1979 року в Японії, де він провів два матчі, в тому числі один чвертьфінал. А вже наступного року Андре був одним з арбітрів Олімпіади-1980, відсудивши матч групи D Югославія — Ірак (1:1). У 1984 році він судив гру групи А чемпіонату Європи, в якій зустрічались господарі, збірна Франції, та Югославія (3:2), а за два роки обслужив і матч чемпіонату світу 1986 року між Англією та Польщею та виступав у ролі лайнсмена в двох інших іграх цього мундіалю.
На рівні єврокубків Дайна відсудив теж ряд матчів, в тому числі пам'ятну гру 1 жовтня 1980 року, коли східнонімецький «Карл Цейс» досягнув майже неможливого, і в першому раунді Кубка володарів кубків 1980/81 після поразки 0:3 в першому матчі, зуміли перемогти 4:0 «Рому» і пройти у наступний раунд, а в підсумку вийти у фінал турніру. Іншою гучною грою Дайни став перший півфінал Кубка європейських чемпіонів 1983/84 між «Ліверпулем» і «Динамо» (Бухарест), який носив вкрай агресивний характер. Фізичний та агресивний характер зустрічі на «Енфілді» досяг піку на сімдесятій хвилині, коли гравець півзахисту «Ліверпуля» і капітан Грем Сунесс вдарив суперника Ліке Мовіле, зламавши румуну щелепу в двох місцях, через що гравець змушений був покинути поле, втім Дайна не побачив епізод і не вилучив Сунесса. Втім найгіршим матчем для Андре виявився фінал Кубка європейських чемпіонів 1985 року між «Ювентусом» та тим таки «Ліверпулем», який став відомим як Ейзельська трагедія, перед яким через дії англійських фанатів обвалилась частину стадіону, через що загинуло 39 глядачів. Попри все це, Дайна матч провів і «Ювентус» виграв із мінімальним рахунком 1:0. Гол забив Мішель Платіні із сумнівного пенальті.